# The Biological Bulletin
The Biological Bulletin is een internationaal, aan collegiale toetsing onderworpen wetenschappelijk tijdschrift op het gebied van de
biologie.
De naam wordt in literatuurverwijzingen meestal afgekort tot Biol. Bull.
Het wordt uitgegeven door het Marine Biological Laboratory en verschijnt tweemaandelijks.
Het eerste nummer verscheen in 1897, toen nog onder de naam Zoological Bulletin. Twee jaar later werd de naam gewijzigd.